# Giertsjaure
Giertsjaure är en sjö i Sorsele kommun i Lappland och ingår i Umeälvens huvudavrinningsområde. Sjön är 26 meter djup, har en yta på 6,91 kvadratkilometer och är belägen 467 meter över havet. Sjön avvattnas av vattendraget Nedra Gertsbäcken (Övra Giertsbäcken). Vid provfiske har abborre, gädda, sik och öring fångats i sjön.

## Delavrinningsområde
Giertsjaure ingår i det delavrinningsområde (730931-155903) som SMHI kallar för Utloppet av Giertsjaure. Medelhöjden är 581 meter över havet och ytan är 78,84 kvadratkilometer. Räknas de 12 avrinningsområdena uppströms in blir den ackumulerade arean 351,24 kvadratkilometer. Nedra Gertsbäcken (Övra Giertsbäcken) som avvattnar avrinningsområdet har biflödesordning 3, vilket innebär att vattnet flödar genom totalt 3 vattendrag innan det når havet efter 359 kilometer. Avrinningsområdet består mestadels av skog (86 procent). Avrinningsområdet har 6,91 kvadratkilometer vattenytor vilket ger det en sjöprocent på 8,8 procent.